# Remo Bodei

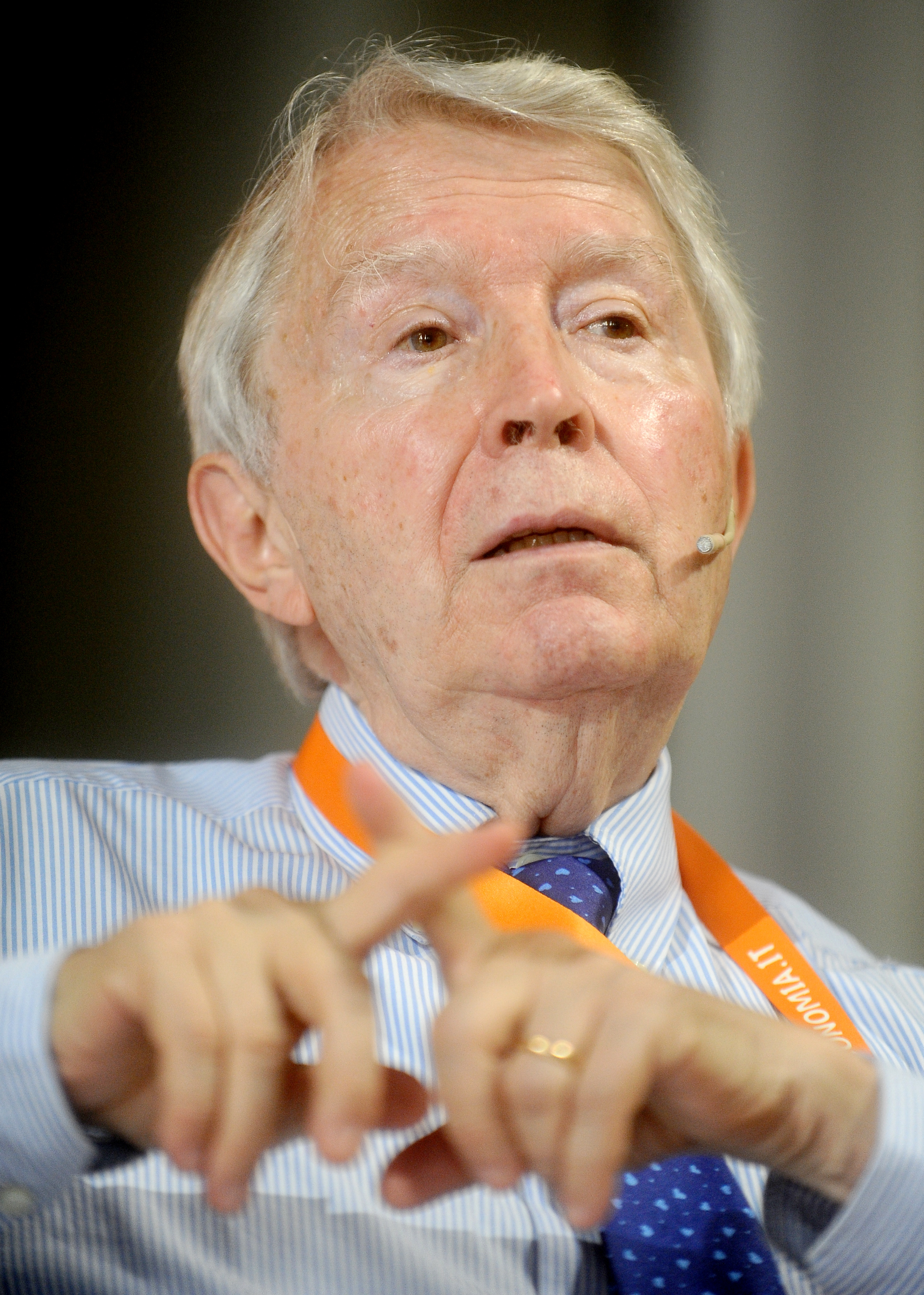
Remo Bodei, 2018

Remo Bodei (* 3. August 1938 in Cagliari; † 7. November 2019 in Pisa) war ein italienischer Philosoph.

## Leben
Bodei studierte an der Universität Pisa, wo er 1961 seinen Studienabschluss und 1965 sein Doktorat absolvierte; anschließend setzte er seine Studien an den Universitäten Freiburg, Tübingen, Heidelberg und Bochum fort, wo er u. a. Vorlesungen von Ernst Bloch, Eugen Fink, Karl Löwith und Dieter Henrich hörte.
1968 kehrte er nach Pisa zurück und lehrte an der dortigen Universität sowie an der Scuola Normale Superiore di Pisa. Bodei war als Gastprofessor an zahlreichen Universitäten in Europa und Amerika tätig. Ab 2006 war er Professor an der University of California, Los Angeles.
Im Jahr 1992 erhielt er den Nationalen Literaturpreis von Pisa in der Kategorie Sachbuch.

## Beschäftigungsfelder
Remo Bodei befasste sich eingehend mit der klassischen deutschen Philosophie und dem Idealismus. Unter anderem übersetzte er Karl Rosenkranz Biografie Georg Wilhelm Friedrich Hegels ins Italienische. Mit dem Band „Geometria delle passioni“ (übers. Geometrie der Leidenschaften, 1991) erweiterte er seine Betrachtung auf die moderne Philosophie, arbeitete unter anderem zu Descartes, Hobbes und vor allem Spinoza. Später beschäftigte sich Bodei auch mit Formen utopischen Denkens des 20. Jahrhunderts, insbesondere mit dem heterodoxen Marxismus von Ernst Bloch und den Ansätzen der Frankfurter Autoren wie Theodor Adorno und Walter Benjamin. In seinen Studien zur Ästhetik gab er Johann Karl Friedrich Rosenkranz Ästhetik des Hässlichen heraus und analysierte vor allem zentrale Begriffe wie die Kategorien des Schönen und des Tragischen. Er setzte sich mit Sigmund Freud und den Entwicklungen der Psychoanalyse auseinander, mit der Logik des Deliriums und mit scheinbar alltäglichen, aber schockierenden Phänomenen wie dem Déjà-vu-Erlebnis.
Viele von Bodeis Werken befassen sich mit der Tiefe und der Geschichte von Fragen, die die Suche des Einzelnen nach dem Glück, die unbestimmten kollektiven Erwartungen an ein besseres Leben, die Grenzen, die das Dasein und das Wissen in politischen, häuslichen und ideellen Zwängen einschließen, betreffen. Bereits in „Scomposizioni“ (übers. Aufschlüsselung, 1987) behandelte er einige Themen der Genealogie des zeitgenössischen Menschen und schlug die Metapher der variablen Geometrie vor, um die begrifflichen und erklärenden Strukturen zu untersuchen, die, indem sie sich so weit wie möglich zusammenziehen oder ausdehnen, die Wahrnehmung und die Formulierung von Problemen ermöglichen. Seine Analyse der Interaktion dieser beweglichen Konfigurationen setzte er in „Geometria delle passioni“ und „Destini personali“ (übers. Persönliche Schicksale, 2002) fort.
Zuletzt beschäftigte sich Bodei mit Geschichte und Theorien des Gedächtnisses.

## Schriften (Auswahl)
Italienische Veröffentlichungen
- Sistema ed epoca in Hegel. Il Mulino, Bologna 1975
- Hegel e Weber. Egemonia e legittimazione. De Donato, Bari, 1977 (mit Franco Cassano)
- Multiversum: tempo e storia in Ernst Bloch. Bibliopolis, Neapel 1979
- Scomposizioni. Forme dell'individuo moderno. Einaudi, Turin 1987
- Geometria delle passioni. Paura, speranza e felicità: filosofia e uso politico. Feltrinelli, Mailand 1991
- Ordo amoris. Conflitti terreni e felicità celeste. Il Mulino, Bologna 1991
- Le forme del bello. Il Mulino, Bologna 1995
- La filosofia nel Novecento. Donzelli, Rom 1997
- Se la storia ha un senso. Moretti & Vitali, Bergamo 1997
- Il noi diviso. Ethos e idee dell’Italia repubblicana. Einaudi, Turin 1998
- Le logiche del delirio. Ragione, affetti, follia. Laterza, Rom/Bari 2000
- Il dottor Freud e i nervi dell’anima. Filosofia e società a un secolo dalla nascita della psicoanalisi. Donzelli, Rom 2001
- Destini personali. L’età della colonizzazione delle coscienze. Feltrinelli, Mailand 2002
- Piramidi di tempo. Storie e teorie del déjà vu. Il Mulino, Bologna 2006
- Paesaggi sublimi. Gli uomini davanti alla natura selvaggia. Bompiani, Mailand 2008
- La vita delle cose. Laterza, Rom/Bari 2009
- Ira. La passione furente. Il Mulino, Bologna, 2011
- Immaginare altre vite. Realtà, progetti, desideri. Feltrinelli, Mailand 2013
- Limite. Il Mulino, Bologna 2016
- Dominio e sottomissione. Schiavi, animali, macchine, Intelligenza Artificiale. Il Mulino, Bologna 2019

Deutschsprachige Ausgaben
- Ordo amoris. Augustinus, irdische Konflikte und himmlische Glückseligkeit. Übersetzt von Petra Braun. Edition Passagen, Wien 1993
- Dekompositionen: Formen des modernen Individuums. Übersetzt von Sabine Schneider. Frommann-Holzboog, Stuttgart-Bad Cannstatt 1996
- Das Leben der Dinge (= Fröhliche Wissenschaft, 86). Übersetzt von Daniel Creutz. Matthes & Seitz, Berlin 2020, ISBN 978-3-95757-225-7.[2]